# Organic Chair

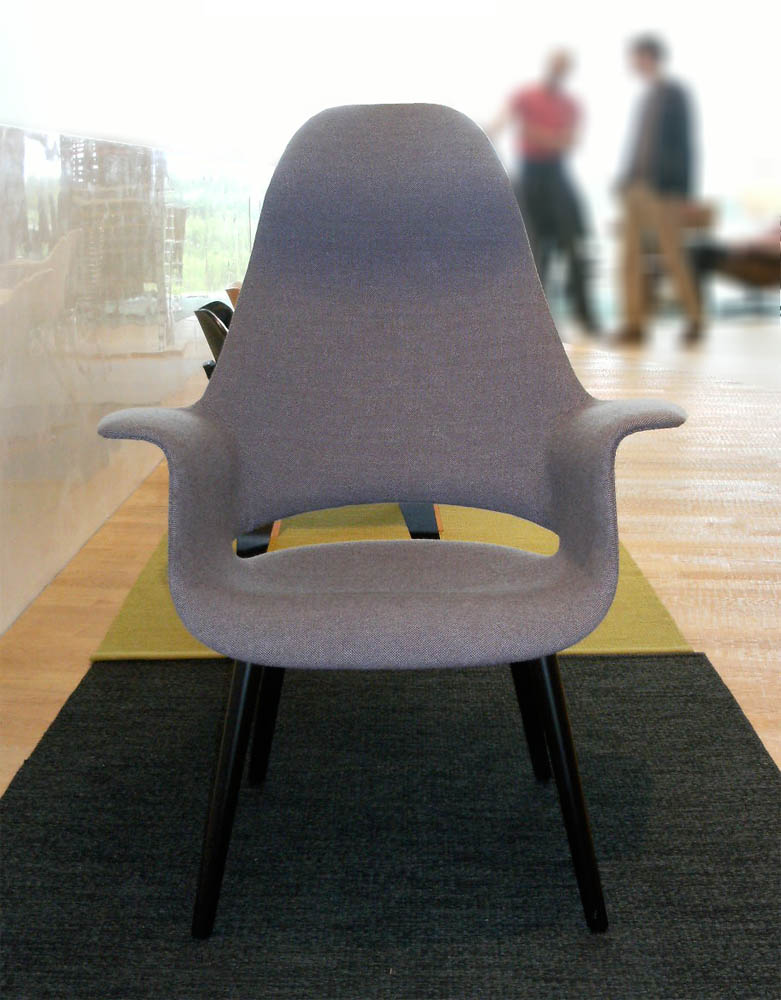
Organic highback

Der Organic Chair wurde 1940 von Charles Eames und Eero Saarinen als Teil ihres Beitrags für den Wettbewerb Organic Design in Home Furnishings des Museum of Modern Art (MoMA) in New York entwickelt. Bei dem Wettbewerb gewannen die Entwürfe der beiden Designer den ersten Preis.

## Geschichte
Die Teilnahme an dem MoMA-Wettbewerb war die erste Zusammenarbeit der Architekten Charles Eames und Eero Saarinen. Beide hatten Architektur studiert, wobei Eames seit 1939 einen Lehrauftrag für Design an der Cranbrook Academy of Art hatte. Für den Wettbewerb reichten sie Zeichnungen verschiedener Entwürfe ein. Neben dem Sessel entwarfen sie auch ein Sofa und Büroeinrichtungen. Prototypen im Originalmaß fertigten sie nicht an, diese wurden erst später erstellt. Teil ihres Beitrags waren Fotos von Modellen, die so arrangiert waren, dass die Juroren von existierenden Prototypen ausgingen. Durch den Gewinn des MoMA-Preises war sichergestellt, dass ein Interesse an der Serien-Produktion der Entwürfe bestand.
Die Entwürfe von 1940 waren Ausgangspunkt für verschiedene weitere Entwicklungen von Saarinen und den Eames. Neben dem bekannten Plywood chair von 1946 basieren der Plastic chair (1950), Wire shell (1952) oder der La Fonda chair der Eames auf den früheren Arbeiten. Saarinen entwickelte daraus unter anderem den Tulip chair.

### Produktion
Die Entwürfe setzten wie andere Entwürfe von Saarinen und den Eames Produktionstechniken voraus, die noch nicht für eine Massenproduktion geeignet waren. Bei der Organic-Serie war die Verbindung der Beine mit der Sitzschale noch nicht massenproduzierbar. Hinzu kam, dass der ursprüngliche Produzent Heywood-Wakefield wegen des Zweiten Weltkriegs keine Kapazitäten frei hatte. Während des Krieges orientierten sich die Designer in andere Richtungen und stellten für die US Army Beinschienen und andere Gegenstände her. Erst mit dem Ende des Krieges konzentrierten sie sich wieder auf ziviles Design.
Die Produktion des Organic chair konnte in den Vereinigten Staaten erst 1950 aufgenommen werden und wurde kurz später wieder eingestellt. In Europa fertigt Vitra die Sessel in den Varianten Organic-Original und Organic-Highback seit 2006.

### Sammlerstücke
Originale des Organic aus den 1950er sind Sammlerstücke und in Museen ausgestellt. Sie werden auch in Kunstauktionen gehandelt, wo ein Exemplar für 125.000 US-Dollar versteigert wurde. Seit Anfang der 2000er sind die Preise jedoch rückläufig. Der Trend setzte sich mit Beginn der Serienfertigung bei Vitra weiter fort.

## Konstruktion
Die Sitzschale besteht aus einer geformten Sperrholzplatte und hat am Übergang von Unterteil und Rücken eine Öffnung über die gesamte Breite. Ein Polyurethanschaum polstert die mit Stoff bezogene Oberfläche. Die vier graden, sich nach unten verjüngenden Beine waren ursprünglich naturbelassen. Bei der Produktion von Vitra sind sie aus schwarz gebeiztem Eschenholz. Der Sessel ist 72,5 cm breit, 82,5 cm hoch und 67,5 cm tief.
Die Variante Highback hat eine höhere Rückenlehne, aus der eine Nackenstütze ausgeformt ist. Die Sitzfläche ist breiter und tiefer als beim normalen Organic. Insgesamt ist er 85 cm breit, 107 cm hoch und 78,7 cm tief.